# Larentia albifiliata
Larentia albifiliata là một loài bướm đêm trong họ Geometridae.